# Jean Nicolas Houzeau-Muiron
Pour les articles homonymes, voir Houzeau et Muiron.
Jean Nicolas Houzeau-Muiron, député, né à Reims le 17 juin 1801, y est décédé le 19 octobre 1844. Jean Nicolas Houzeau, pharmacien, fabricant de produits chimiques, fut adjoint au maire en 1839, député de la Marne de 1838 à 1844.

## Biographie
Il était le fils d'un boulanger et avait fait une partie de ses études à Paris. 

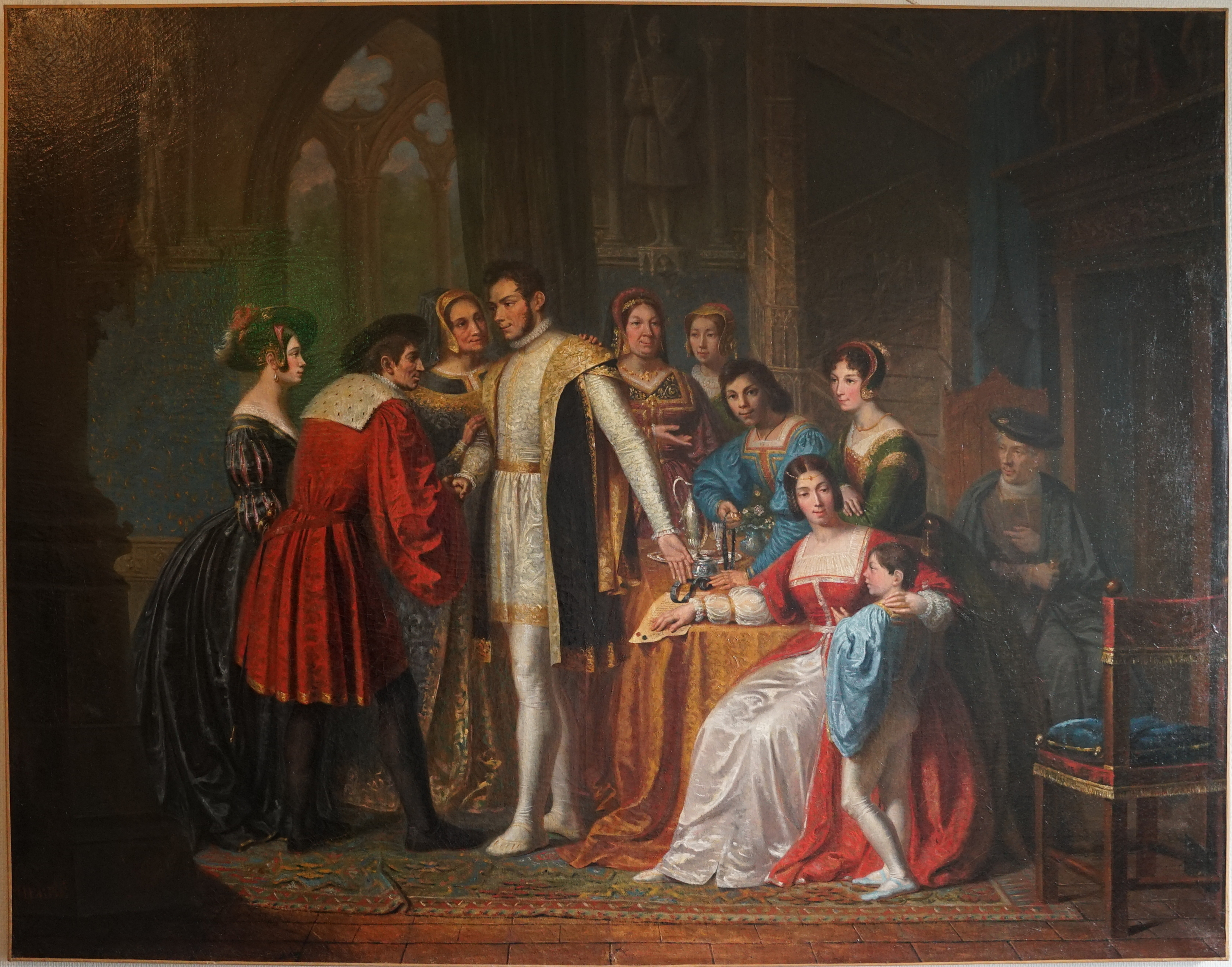
La famille Houzeau-Muiron par Charles Herbé, Musée-hôtel Le Vergeur.

Il fut conseiller général de la Marne, député du même département : 
- au deuxième collège de la Marne (Reims) le 3 février 1838, en remplacement de M. de Bussières, invalidé, avec 124 voix (234 votants), contre 110 à M. Boulloche ;
- Le 9 juillet 1842, il fut réélu par le 1er collège électoral du même département (Reims intra-muros) avec 359 voix sur 582 votants. .

Il fit d'importantes découvertes sur la fabrication des produits chimiques et l'épuration des huiles. Il dut sa célébrité à l'idée qu'il eut de recueillir les eaux de lavage des laines, d'en extraire l'huile qu'elles contenaient pour en fabriquer un gaz d'éclairage. Chevalier de la Légion d'honneur, franc-maçon, il fonda à l'Orient de Reims la loge La Sincérité dont il fut le vénérable. Il épousa Marguerite Françoise Muiron (1807-1874) et repose au Cimetière du Nord, la ville de Reims a attribué son nom à une rue.
Il passe pour être un des fondateurs de la chimie organique.

## Source
- « Jean Nicolas Houzeau-Muiron », dans Adolphe Robert et Gaston Cougny, Dictionnaire des parlementaires français, Edgar Bourloton, 1889-1891 [détail de l’édition]
- Sa biographie sur le site Sycomore de l'Assemblée.
- Eloge du T∴C∴V∴F∴ Houzeau-Muiron..., Rheims, imprimerie de E.Luton, 1845.